# Walter Freytag (General)
Walter Freytag (* 2. Juli 1892 in Hasselburg; † 6. Februar 1982 in Dresden) war ein deutscher Berufsoffizier. Er war Generalmajor der Wehrmacht im Zweiten Weltkrieg und später Generalmajor der Kasernierten Volkspolizei (KVP).

## Leben
Der Sohn eines Domänenpächters besuchte erst die Volksschule, dann das Gymnasium. Nach dem Abitur trat Freytag am 5. März 1912 als Fahnenjunker in das Infanterie-Regiment „Prinz Louis Ferdinand von Preußen“ (2. Magdeburgisches) Nr. 27 der Preußischen Armee ein. Dort wurde er am 19. August 1913 mit Patent vom 19. August 1911 zum Leutnant befördert. Als solcher rückte er mit Ausbruch des Ersten Weltkriegs ins Feld und wurde während der Kämpfe um Lüttich am 6. August 1914 verwundet. Nach einem Lazarettaufenthalt und seiner Gesundung kehrte er als Bataillonsadjutant zu seinem Regiment zurück. In der Schlacht an der Aisne wurde Freytag am 28. September 1914 erneut verwundet. Ende November 1914 war er genesen und kam am 28. Dezember 1914 als Regimentsadjutant in das Reserve-Infanterie-Regiment Nr. 263. Für seine Leistungen während des Krieges hatte er u. a. beide Klassen des Eisernen Kreuzes, das Ritterkreuz des Königlichen Hausordens von Hohenzollern mit Schwertern sowie das Verwundetenabzeichen in Schwarz erhalten.
Nach Kriegsende war Freytag ab 11. Januar 1919 Zweiter Generalstabsoffizier im Stab des Landesjägerkorps und wurde am 1. Februar 1920 in das Reichswehr-Jäger-Bataillon 16 übernommen. Zum 1. Januar 1921 folgte seine Versetzung in das 12. Infanterie-Regiment der Reichswehr.
Freytag war Teilnehmer am Deutsch-Sowjetischen Krieg sowie Kommandeur des Infanterie-Regiments 240 der 106. Infanterie-Division und des Infanterie-Regiments 769 und wurde am 1. August 1942 zum Generalmajor ernannt. 1942/43 war er Kommandant von Smolensk und Krasnodar, ab 1. Dezember 1944 letzter Festungskommandant von Elbing und Danzig. In der sowjetischen Kriegsgefangenschaft wurde er Mitglied des Bundes Deutscher Offiziere sowie des Nationalkomitees Freies Deutschland und besuchte die Antifa-Schule. 
Freytag kehrte im August 1949 nach Deutschland zurück und ging nach Rudolstadt in die Sowjetische Besatzungszone, wo er in der Nationalen Front tätig wurde. Im November 1949 trat er in die Deutsche Volkspolizei ein. Er wurde VP-Chefinspekteur und Kommandeur der VP-Hochschule Kochstedt. Von 1949 bis 1950 war er Mitglied der DBD, ab 1952 der SED. Am 1. Oktober 1952 wurde er zum Generalmajor der Kasernierten Volkspolizei ernannt. In den Jahren 1952/53 war er Leiter der Hochschule der KVP in Dresden, wo er zum 31. Dezember 1953 in den Ruhestand entlassen wurde. 
Sein ein Jahr jüngerer Bruder Wolfgang Freytag (1893–1979) war ebenfalls General der Wehrmacht, er war am 1. August 1944 zum Generalmajor der Luftwaffe ernannt worden.

## Auszeichnungen
- 1962 Vaterländischer Verdienstorden in Bronze[4]
- Kampforden „Für Verdienste um Volk und Vaterland“ in Bronze